# Charaxes orientalis
Charaxes orientalis är en fjärilsart som beskrevs av Lanz 1896. Charaxes orientalis ingår i släktet Charaxes och familjen praktfjärilar. Inga underarter finns listade i Catalogue of Life.